# Dermea ariae
Dermea ariae är en svampart som först beskrevs av Christiaan Hendrik Persoon, och fick sitt nu gällande namn av Tul. & C. Tul. ex P. Karst. 1871. Dermea ariae ingår i släktet Dermea och familjen Dermateaceae.  Arten är reproducerande i Sverige. Inga underarter finns listade i Catalogue of Life.